# شقيقة أسطوانية
الشقيقة الأسـطوانية (الاسم العلمي: Cerianthus) هي جنس من اللاسعات تتبع فصيلة الشقائق الأسـطوانية من رتبة الشقائق الأسـطوانية وأشباهها.

## أنواع الشقيقة الأسـطوانية
- شقيقة أسطوانية غشائية